# Liczba Nováka
Liczba Nováka (albo liczba Baire’a) – dla przestrzeni T1 w sobie gęstych, najmniejsza moc rodziny zbiorów nigdziegęstych, która pokrywa całą przestrzeń. Liczbę Nováka definiuje się również dla algebr Boole’a jako liczbę Nováka przestrzeni Stone’a danej algebry. Używając terminologii związanej z funkcjami kardynalnymi dla ideałów, liczba Nováka to współczynnik {\displaystyle {\mbox{cov}}({\mathcal {K}}),} gdzie {\displaystyle {\mathcal {K}}} jest ideałem zbiorów pierwszej kategorii w przestrzeni {\displaystyle X} (por. diagram Cichonia). Liczba Nováka przestrzeni {\displaystyle X} oznaczana jest symbolem {\displaystyle n(X).} Przez słabą liczbę Nováka przestrzeni {\displaystyle T_{1}} rozumie się najmniejszą moc rodziny zbiorów nigdziegęstych, która jest pokryciem gęstego podzbioru przestrzeni {\displaystyle X}. Słabą liczbę Nováka oznacza się symbolem {\displaystyle wn(X).}

## Własności
- Twierdzenie Baire’a mówi, że liczba Nováka dowolnej przestrzeni zupełnej w sensie Čecha jest nieprzeliczalna. Zakładając dodatkowo aksjomat Martina można pokazać, że liczba Nováka przestrzeni zupełnej w sensie Čecha, która spełnia warunek przeliczalnych antyłańcuchów (jak na przykład każda przestrzeń polska) wynosi dokładnie continuum.
- Jeśli {\displaystyle \mathbb {R} ^{*}} i {\displaystyle \mathbb {N} ^{*}} oznaczają uzwarcenia Čecha-Stone przestrzeni, odpowiednio, {\displaystyle \mathbb {R} } i {\displaystyle \mathbb {N} ,} to {\displaystyle n(\mathbb {R} ^{*})\leqslant n(\mathbb {N} ^{*}).} Wciąż otwartym problemem jest pytanie o to czy słabą nierówność można w tym wypadku zastąpić równością.